# Oléoduc sud-européen
L’oléoduc sud-européen (également connu sous le sigle SPSE, pour « Société du pipeline sud-européen ») est un oléoduc reliant la Méditerranée à la région du Rhin supérieur en traversant la France et approvisionnant la Suisse et l'Allemagne. Il assure l'approvisionnement des raffineries et d'une plate-forme pétrochimique sur l'axe Fos-sur-Mer - Karlsruhe, soit 769 kilomètres. Cet oléoduc transporte dix millions de tonnes de produits par an, alimenté par des pétroliers ou des navires-citernes qui déchargent leur cargaison de pétrole brut ou leur cargaison de naphta et condensats aux ports de Fos-sur-Mer et Lavéra,,,,.
Principalement, deux raffineries sont alimentées par le pipeline :
- la raffinerie de Feyzin en France près de Lyon ;
- la raffinerie de Cressier (de) en Suisse près de Neuchâtel, mise en service en mai 1966.

L'oléoduc est exploité par la Société du pipeline sud-européen (SPSE) détenue par Total (35%), ExxonMobil (22%), SPITP (16%) BP (12%), Shell (13%) et Phillips 66 (2%).

## Historique

L'oléoduc sud-européen (en rouge) sur le territoire français en 2006.

En 1958, seize sociétés pétrolières appartenant à six pays différents participent à la création de la Société du pipeline sud-européen (connue sous son sigle SPSE) permettant la mise en service opérationnelle, en 1962, d'une canalisation 34" reliant la Méditerranée à la région du Rhin supérieur, doublée puis triplée en 1971-1972. En 1996, le cap du milliard de tonnes transportées est franchi.
En août 2009, malgré les contrôles permanents en place, du pétrole est répandu sur cinq des 7 411,47 ha de la réserve naturelle nationale des Coussouls de Crau,.
Neuf sites alimentés par l'oléoduc ont été fermés au fil des ans, dont :
- la raffinerie de Berre (raffinerie Shell de 1931 à 2008 puis LyondellBasell jusqu'en 2012) au nord de l'étang de Berre près de Marseille ;
- la raffinerie de Reichstett (raffinerie de la Compagnie rhénane de raffinage, exploitée par Shell, jusqu'en 2008, puis par Petroplus jusqu'en 2012) près de Strasbourg ;
- la raffinerie Wörth (de) en Allemagne ;
- la raffinerie de Mannheim (de) en Allemagne.

Un site, toujours en activité, n'est plus ravitaillé par le SPSE :
- la raffinerie de Karlsruhe en Allemagne (exploitant : MiRO, représentant les pétroliers Shell, Esso, Rosneft et ConocoPhillips).

## Objet
La mission confiée à SPSE consiste à approvisionner en pétrole brut en sécurité et dans les meilleures conditions techniques et économiques les raffineries intérieures de l'axe européen Rhône-Rhin supérieur (Fos-Karlsruhe). Sur les douze raffineries créées de l'origine à 1974, seuls trois sites industriels subsistent actuellement, localisés à :
- Feyzin en France, près de Lyon (exploitant : Total) ;
- Cressier (de) en Suisse, près de Neuchâtel (exploitant : Varo Energy).
- Karlsruhe en Allemagne (exploitant : MiRO, représentant les pétroliers Shell, Esso, Rosneft, ConocoPhillips) ; mais ce site n'est plus alimenté par le SPSE.

Le SPSE stocke également du naphta et du gazole et le livre aux plateformes pétrochimiques de la zone Fos-sur-Mer - Berre ; il approvisionne aussi en gazole la SPMR (la Société des Pipelines Méditerranée-Rhône) qui ravitaille les dépôts pétroliers de la vallée du Rhône, des Alpes et de la Côte d'Azur.

## Moyens

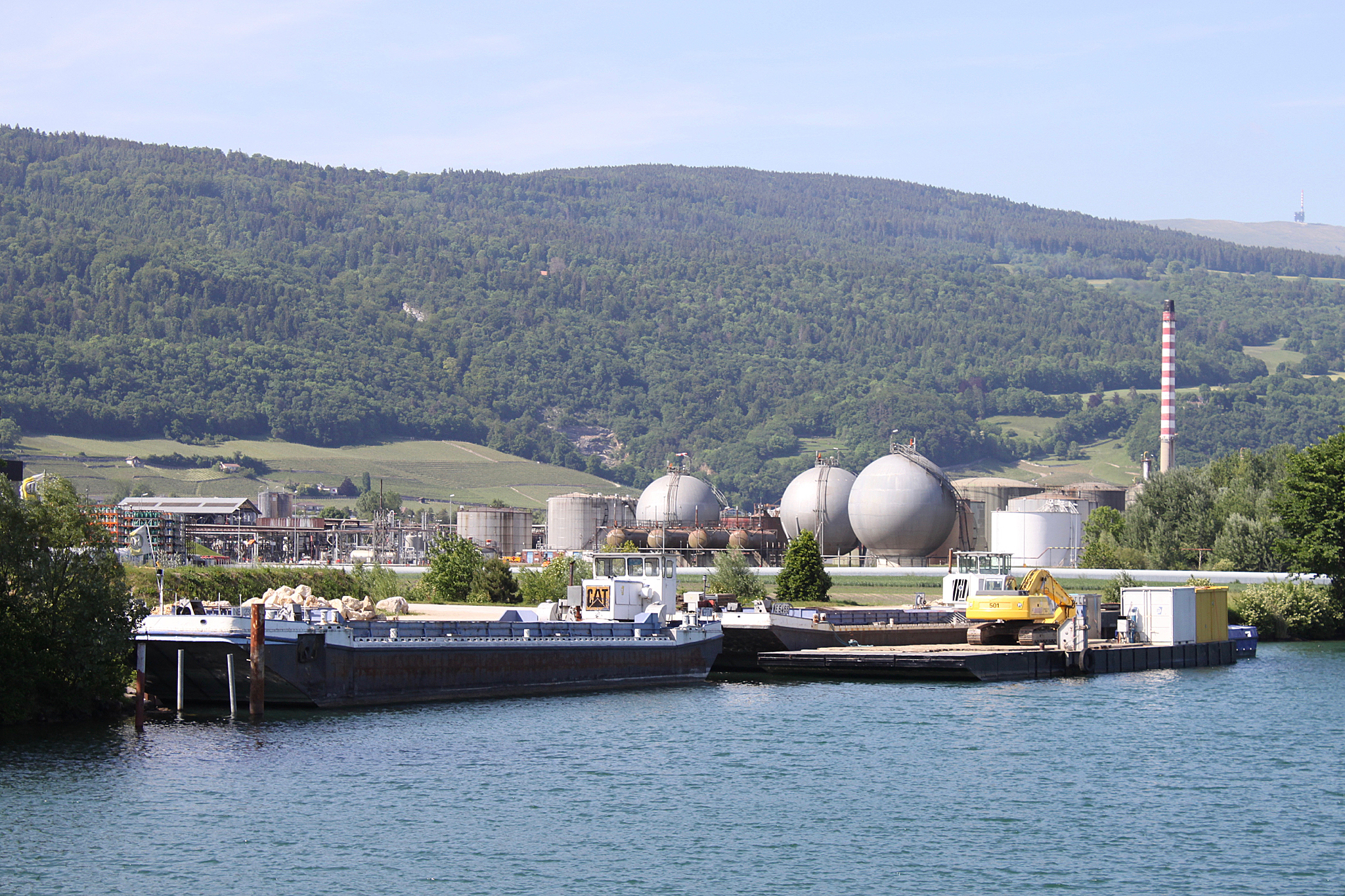
La raffinerie de Cressier, l'une des trois encore alimentées par l'oléoduc sud-européen.

Les navires sont déchargés grâce aux installations du grand port maritime de Marseille, à Fos-sur-Mer et Lavéra.
Ces installations sont reliées au terminal maritime de SPSE, à Fos-sur-Mer, disposant de quarante réservoirs totalisant 2,26 millions de m3 destinés au stockage temporaire d’une vingtaine de qualités de pétrole brut en transit.
Trois pipelines relient ce terminal aux raffineries :
- une ligne de 34 pouces (86 cm) de Fos-sur-Mer à Karlsruhe, exploitée de Fos à Besançon et inactive de Besançon à Karlsruhe, inertée à l'azote ;
- une ligne de 40 pouces (102 cm) de Fos-sur-Mer à Strasbourg, actuellement inactive, inertée à l'azote ;
- une ligne de 24 pouces (61 cm) de Fos-sur-Mer à Lyon, actuellement inactive.

La raffinerie de Cressier en Suisse est alimentée par le SPSE jusqu'à Gennes (Besançon), puis par un pipeline appartenant à Varo Energy sur le parcours Gennes - Cressier (Neuchâtel) qui traverse le Jura.
À Fos-sur-Mer, le réseau du SPSE est connecté à un ensemble complexe d'oléoducs (pétrole brut, carburants, naphta) qui le relie à :
- la raffinerie de Fos (Esso) ;
- les stockages Géosel ou SPSE de Manosque, Rognac et la Crau ;
- le site pétrochimique de LyondellBasell à Berre-l'Étang (site Shell de 1931 à 2008) ;
- les dépôts pétroliers de Fos-sur-Mer (DPF) ;
- le stockage de La Mède et la raffinerie de La Mède (Total) ;
- le stockage de Lavéra et la raffinerie de Lavéra (Petroineos depuis 2011, Ineos de 2005 à 2011, BP de 1933 à 2005), ainsi que la plateforme pétrochimique de Lavéra ;
- les pipelines PMR (Société des Pipelines Méditerranée-Rhône) ;
- les pipelines ODC (Oléoducs de la Défense Commune), propriétés de l'OTAN, exploités par Trapil.